# Фашистский государственный террор
Фаши́стский госуда́рственный терро́р — политика уничтожения фашистскими и милитаристскими режимами в Германии, Японии и Италии (так называемые страны «оси») и их союзниками как собственного, так и иностранного гражданского населения. Наибольший вклад в число жертв фашистского террора внесла нацистская Германия (3—19,5 млн жертв геноцида на оккупированной территории СССР; 6 млн жертв катастрофы европейского еврейства; 2,4 млн поляков) и милитаристская Япония (7,5—16 млн жертв геноцида на оккупированной территории Китая).
Фашистский государственный террор против безоружного гражданского населения не имеет иных объяснений, кроме мотивов расовой и социальной вражды на основе идеологии фашизма. В отличие от попутных жертв и военных преступлений против гражданского населения во время боевых действий, вина за него не может быть возложена на одно лишь конкретное воинское подразделение и объяснено как случайный эксцесс. Массовость жертв государственного террора при фашизме привела к его повсеместному официальному запрету в мире после разгрома фашистских режимов во Второй мировой войне.

## Нацистская Германия
Нацизм внёс наибольший вклад в число жертв геноцида во Второй мировой войне, в основном за счёт геноцида жителей СССР и Холокоста.
Центральной идеей национал-социализма стала «арийская раса» и её противопоставление и противоборство с враждебной «семитской расой» (евреями). Эта идея служила основой для радикального, охватывавший все сферы человеческой жизнедеятельности расового антисемитизма, определявшего в свою очередь стремление к борьбе против марксизма, большевизма, пацифизма, либерализма и демократии — согласно нацистскому учению, проявлений и инструментов реализации интересов «мирового еврейства». История понималась как непрерывная расовая борьба воспринимаемых с биологической позиции народов за выживание, защита и расширение необходимого им «жизненного пространства». Конечным результатом этой борьбы считалось установление мирового господства «арийской расы», превосходящей другие расы в биологическом и культурном отношении и занимающей высшую позицию в «расовой иерархии» — расы естественных господ. Идеология включала милитаризм: война была представлена естественным состоянием человечества, законным и единственно возможным средством утверждения мирового лидерства «народа-господина». Залогом победы в этой борьбе должна быть консолидация немецкой нации под руководством единого вождя («фюрера»), «расовая гигиена» — очищение нации от «расово чуждых» и «неполноценных» элементов, а также укрепление её «физического здоровья».

### Жители СССР
«Энциклопедия геноцида» оценивает число советских жертв геноцида славян в 15,5—19,5 млн человек. Ряд историков (Лев Лопуховский, В. Н. Земсков) считает эти цифры результатом неправильной методики подсчётов (в результате которой занижаются военные потери и завышаются потери гражданского населения). Земсков оценивает общие потери СССР во Второй мировой войне в 16 млн человек, из которых 7 млн — потери военнослужащих, 4 млн — потери военнослужащих в плену; из остальных потерь, среди гражданского населения, только 3 млн — жертвы нацистского террора, тогда как 2 млн являются сопутствующими жертвами военных действий. Американский политолог Рудольф Руммель считает, что погибли около 3 млн украинцев, около 1,4 млн белорусов, около 1,6 млн русских (не считая советских военнопленных). Историк Богдан Витвицкий (Bohdan Wytwycky) считает, что более четверти всех жертв нацистской оккупации СССР (в частности, 3 млн украинцев и 1,5 млн белорусов) было уничтожено по расовым мотивам. В то же время советский и израильский историк Леонид Смиловицкий считает, что «нацисты никогда не убивали белорусов по этническому признаку».

### Этнические и расовые группы

#### Славяне
Нацистская концепция «арийской расы господ» («Herrenvolk») исключала из этой расы подавляющее большинство славян, поскольку считалось, что славяне почти утратили «нордический компонент» в результате смешения с «финской» и другими расами и испытывают опасное еврейское и азиатское влияние. По этой причине нацисты объявили славян «недочеловеками» («Untermenschen»).
Идея нацистов, что славяне являются «низшими неарийцами», была частью планов по созданию «жизненного пространства на Востоке» для немцев и других германских народов в Восточной Европе, инициированных во время Второй мировой войны по «генеральному плану Ост». Миллионы немцев и других германских поселенцев должны были быть перемещены на завоеванные территории Восточной Европы, в то время как десятки миллионов славян предполагалось уничтожить (в том числе искусственно вызванным голодом), переселить или обратить в рабство.
Ряд историков, в том числе авторы профильной «Энциклопедии геноцида», характеризуют преследование славян как геноцид. В то же время ряд историков выводят преследования славян из-под понятия геноцида, указывая на существенно более высокую селективность убийств по сравнению с таковыми евреев, цыган и инвалидов и на отсутствие планов уничтожения всех славян (например, словаков — Первая Словацкая республика, и хорватов — Независимое Государство Хорватия, нацисты считали ценными союзниками). Дополнительную трудность представляет попытка отделить расово мотивированные убийства от таковых, связанных с военными действиями.
Согласно «Энциклопедии геноцида», общее число жертв геноцида славян составило от 19,7 до 23,9 млн человек (среди них жители СССР, поляки, словенцы, сербы и др.). По мнению американского политолога Рудольфа Руммеля, возможное число жертв геноцида славян составляет около 10,5 млн человек (среди них поляки, украинцы, белорусы, русские, а также советские военнопленные).

##### Поляки
По данным Мемориального музея Холокоста (США), поляков и прочих славян нацисты рассматривали как «низшую расу», которая должна быть покорена, обращена в рабство, и в конечном счёте, уничтожена. Поляки, которых гитлеровцы считали идеологически опасными, в том числе тысячи интеллигентов и католических священников, стали жертвами операции «Танненберг». По данным Мемориального музея Холокоста, с 1939 по 1945 год не менее 1,5 миллионов польских граждан были депортированы в Германию на принудительные работы. Кроме того, несколько сотен тысяч были заключены в нацистские концлагеря. По некоторым оценкам, во время Второй мировой войны гитлеровцы убили не менее 1,9 миллиона поляков, без учёта погибших польских евреев. По мнению Руммеля, погибли около 2,4 млн поляков.

#### Евреи
В нацистской идеологии и общественном сознании немцев сформировался конкретный образ расового врага «арийской расы» и «врага нации» — евреи и стремящееся к всемирному господству «мировое еврейство», достигающее своих целей с помощью «капиталистической плутократии» или демократических и марксистских партий.
Власти нацистской Германии являются главными виновниками геноцида евреев в годы Второй мировой войны, хотя значимое участие в геноциде евреев принимали все фашистские режимы стран «оси» и их коллаборационисты, за исключением Италии и милитаристской Японии. Жертвами нацистов и их пособников стали около 6 миллионов евреев Европы.

#### Цыгане
Среди этнических групп, которые преследовались нацистами в рамках расовых законов, были также цыгане. По мнению немецких расистов, цыгане были «расово неполноценной» группой. При нацистском режиме цыгане подвергались произвольным арестам, принудительному труду и массовым убийствам. Десятки тысяч цыган были убиты на оккупированных территориях СССР и Сербии и тысячи — в лагерях смерти и концентрационных лагерях на территории Польши и других стран. Историки полагают, что в ходе Холокоста было убито примерно четверть всех цыган в Европе или около 220 тысяч человек. После войны правительство ФРГ придерживалось мнения, что до 1943 года цыган не преследовали по расовым мотивам и меры, принимаемые государством того времени, были законными. Расовые преследования цыган были признаны только в конце 1979 года.
Наряду с цыганами преследовались ениши — этнографическая группа, ведущая близкий к цыганскому образ жизни, однако, в отличие от них, чисто германского происхождения.

#### Чернокожие жители Германии
Немецкие граждане, имевшие родителей — выходцев из Африки, подвергались насильственной стерилизации. Стерилизации подвергались также дети. Число лиц, подвергнутых этой операции, по разным источникам составило от 400 до 3 000.

### Социальные группы

#### Люди с психическими расстройствами и инвалиды
В рамках программы уничтожения лиц, считавшихся «биологически угрожающими здоровью страны», которая получила своё название по адресу главного бюро в Берлине на Тиргартенштрассе, 4, в период с 1940 по 1941 год было уничтожено свыше 70 тысяч человек с психическими расстройствами, умственно отсталых больных, инвалидов, а также детей с неврологическими и соматическими заболеваниями. После официального закрытия программы уничтожение пациентов, тем не менее, продолжалось, и к 1945 году число убитых превысило 200 тысяч человек; кроме того, в период с 1942 по 1945 около миллиона пациентов были замучены голодом в немецких психиатрических больницах.
Предпосылками этой программы было широкая распространённость в Германии популярной тогда в ряде стран евгеники, идей расовой чистоты и представлений о дегенеративных психических болезнях, передающихся из поколения в поколение. Такими учёными-идеологами, как Альфред Хохе, Карл Биндинг, высказывалось утверждение, что люди с психическими расстройствами являются носителями неизлечимых заболеваний, ослабляющих «господствующую расу», и в целях экономии государственных средств они должны быть ликвидированы.
Массовые убийства осуществлялись на территории Германии, позднее — на территории Польши, СССР и других оккупированных стран посредством введения отравляющих веществ, ядов, отравления газом, расстрелов. Именно в рамках программы Т-4 впервые (ещё до применения в концентрационных лагерях) нацистами были использованы газовые камеры; первая газовая камера была испробована в Хадамаре (земля Гессен) в конце 1939 года.
С самого начала расовая принадлежность была одним из критериев отбора жертв. Систематическое убийство в психиатрических клиниках еврейских пациентов явилось первым решающим шагом к геноциду европейских евреев. С лета 1940 года пациентов-евреев ссылали в определённые заведения-сборники и затем уничтожали в газовых камерах программы Т-4 исключительно на основании их происхождения. После августа 1941 года еврейские пациенты, которые проживали в единственной на тот момент разрешённой клинике Бенторф-Сайн под г. Нойвид, были отправлены на восток в лагеря смерти.

#### Сексуальные меньшинства
После вступления в силу в 1935 году более жёсткого, исправленного варианта параграфа 175 Уголовного Кодекса (1871) гомосексуалы, в основном мужского пола, начали подвергаться преследованиям. По данным учёных из Американского мемориального музея Холокоста, в концлагерях содержалось от 5 до 15 тысяч осуждённых за гомосексуальную активность; кроме того, представители сексуальных меньшинств отправлялись в тюрьмы и в трудовые лагеря, а также на принудительное лечение в психиатрические больницы. Предполагалось их «вылечить» и позволить «исправиться» с помощью тяжёлого физического труда. Над некоторыми гомосексуалами осуществлялась кастрация и медицинские эксперименты. Заключённые концлагерей относились к гомосексуалам как к отвергнутым обществом. В лагерях гомосексуалы носили розовый треугольник на одежде. Многие из них умирали после зверских побоев и истязаний эсэсовцев.
Сколько гомосексуалов погибло в концентрационных лагерях, вероятно, никогда не будет известно. Редигер Лаутманн, к примеру, считает, что уровень смертности осуждённых по 175-му параграфу в лагерях, возможно, доходил до шестидесяти процентов. Для сравнения: 41 % политических заключённых и 35 % Свидетелей Иеговы погибли в концлагерях.

### Общественные и политические группы

#### Масоны
В своей книге Майн Кампф Гитлер написал, что масоны «попались на удочку» евреев: «Франкмасонство, находящееся целиком в руках евреев, служит для них превосходным инструментом в мошеннической борьбе за эти цели. Через нити масонства евреи опутывают наши правительственные круги и наиболее влиятельные в экономическом и политическом отношениях слои буржуазии, делая это настолько искусно, что опутываемые этого даже не замечают». Франкмасоны были отправлены в концлагеря как политзаключённые и были обязаны носить перевёрнутый красный треугольник.
По данным Американского Мемориального Музея Холокоста, «поскольку многие арестованные масоны были евреями и/или членами политической оппозиции, неизвестно, сколько человек было помещено в концлагеря и/или уничтожено только за то, что они были франкмасонами». Однако по оценкам Великой Ложи Шотландии, были казнены от 80 000 до 200 000 франкмасонов.

#### Антифашисты Германии
Подпольные коммунистические и социал-демократические группы были основной внутренней целью репрессивного аппарата Третьего Рейха.

#### Свидетели Иеговы
Тысячи Свидетелей Иеговы оказались среди первых, кого отправили в нацистские лагеря и тюрьмы. Они заявляли о своей позиции нейтралитета в любых вопросах, касающихся политики и войны.
Свидетели Иеговы подвергались преследованиям главным образом за отказ от военной службы в вермахте, отказ от участия в работах по производству вооружений и отказ от произношения нацистского приветствия.
Около 2000 Свидетелей погибли в ходе фашистских репрессий, из них более 250 были казнены.

#### «Политкомиссары»
В 1941—1942 годах все служащие Политуправления РККА подлежали безусловному расстрелу как «носители сопротивления». Позднее, в 1942 году, на части оккупированных территорий, были расстреляны члены семей командиров РККА.

## Япония
Многочисленные акты террора (в том числе испытания бактериологического оружия) против мирного населения Китая и других стран юго-восточной Азии зафиксированы на Тихоокеанском фронте Второй мировой войны.
Так, в ходе одной лишь Нанкинской резни в 1937 году около 300 000 мирных граждан бывшей Китайской республики было убито, и ещё около 20 тысяч женщин (в возрасте 7—60 лет) были изнасилованы.
По оценкам западных историков, Китай потерял с 1931 года по 1945 год 16 млн мирных жителей, тогда как по китайским оценкам эта цифра значительно выше.
В феврале 1945 года был методично осуществлён разработанный в Токио план по разрушению Манилы, сопровождавшийся резнёй мирного населения.

## Фашистская Италия
Серия умышленных актов истребления местного населения (в том числе применение химического оружия) была допущена итало-фашистскими войсками в ряде стран Северной Африки:
- В 1930 году в итальянские концентрационные лагеря[англ.] в Ливии были помещены около 20 000 бедуинов, пятая часть которых погибла к 1933 году.
- Резня 12-го екатита[итал.] (февраль 1937 года), осуществлённая в ответ на попытку покушения на Родольфо Грациани, жертвами которой стали 30 000 жителей Эфиопии; ещё несколько тысяч позднее умерли в итальянских концентрационных лагерях Данане[англ.] и Нокра[англ.].

## Хорватия
В годы Второй мировой войны усташи в Независимом государстве Хорватия ввели систему лагерей смерти в основном для сербского населения под общим названием «Ясеновац». О степени ожесточения со стороны хорватских фашистов может говорить такой факт, что в германском городе Золингене ими были заказаны особые ножи для убийства сербов — так называемый «сербосеки». Также для быстрого уничтожения людей применялось такое орудие как молот (см. «сербомолот»).
По разным оценкам, хорватскими усташами в «Ясеноваце» было убито от 83 000 до более 700 000 человек — сотни тысяч сербов, а также тысячи евреев и цыган.

## Франкистская Испания
Франкистский режим рядом историков и политологов рассматривается в качестве разновидности тоталитаризма и фашизма. Другие характеризуют его как авторитарный режим ограниченного консервативного плюрализма с чертами военной диктатуры. После падения Второй Испанской Республики в 1939 году франкистские власти физически уничтожили от 50 до 200 тысяч республиканцев.

## Отрицание
В отличие от научных дискуссий об особенностях Холокоста, существует точка зрения, согласно которой Холокост как явление не существовал в том виде, в каком его описывает общепринятая историография. В своей теории заговора отрицатели Холокоста выдвигают тезисы о массовых подделках, масштабных фальсификациях и сокрытии фактов в пользу евреев. При этом в основном оспариваются следующие положения:
- массовая гибель евреев была результатом целенаправленной политики официальных властей нацистской Германии;
- для массового уничтожения евреев были созданы и использовались газовые камеры и лагеря смерти;
- число жертв среди еврейского населения на территориях, подконтрольных национал-социалистам и их союзникам, достигает от 5 до 6 миллионов человек.

Большинство профессиональных историков характеризует отрицание Холокоста как ненаучную и пропагандистскую деятельность. Они отмечают, что отрицающие игнорируют научные методы исследований, а также часто исповедуют антисемитские и неонацистские взгляды.
Генеральная Ассамблея ООН без голосования в Резолюции № 60/7 от 21 ноября 2005 года отвергает любое полное или частичное отрицание Холокоста как исторического события. А 26 января 2007 года накануне Международного дня памяти жертв Холокоста Генеральная ассамблея ООН приняла Резолюцию № 61/255 «Отрицание Холокоста», осуждающую отрицание Холокоста как исторического факта.
В ряде стран публичное отрицание Холокоста является противозаконным.
В праворадикальной среде восточноевропейских стран, включая Россию распространена идея, что немецкие нацисты не считали славян ниже себя в расовом отношении. Ряд праворадикальных музыкальных групп исполняют песни о том, как «славяне тоже сражались в отрядах СС за чистоту арийской крови», а немцы считали русских своими «белыми братьями», тогда как всё опровергающее это — «вымысел коммунистов». Российский автор Владимир Авдеев (создатель учения «расология» о превосходстве «нордической расы» над другими) писал, что в нацистской Германии якобы не было «оголтелой целенаправленной русофобии» и славян не считали «недочеловеками». Обратное он считал «стереотипами советской и либеральной эпох» и «безграмотной фантазией ангажированных журналистов».